# Colonzelle
Colonzelle é uma comuna francesa na região administrativa de Auvérnia-Ródano-Alpes, no departamento de Drôme. Estende-se por uma área de 6,06 km². Em 2010 a comuna tinha 561 habitantes (densidade: 92,6 hab./km²).